# Jaime Sánchez Fernández
Jaime Sánchez Fernández – noto solo come Jaime – (Madrid, 20 marzo 1973) è un ex calciatore spagnolo, di ruolo centrocampista.

## Carriera
Ha giocato sette stagioni nella massima serie spagnola e due in quella tedesca.
Con il Real Madrid ha vinto la UEFA Champions League 1997-1998 e la successiva Coppa Intercontinentale.

## Palmarès
- UEFA Champions League: 1

Real Madrid: 1997-1998
- Coppa Intercontinentale: 1

Real Madrid: 1998